# Nhà thờ Núi Nha Trang
Nhà thờ Núi (tên chính thức là: Nhà thờ chính tòa Kitô Vua) là một nhà thờ Công giáo ở số 1 đường Thái Nguyên, phường Nha Trang, tỉnh Khánh Hòa. Nhà thờ này còn có nhiều tên gọi bình dân như: Nhà thờ Nha Trang (vì trước đây nó thuộc họ đạo Nha Trang); Nhà thờ Đá (vì nó được xây bằng đá); Nhà thờ Ngã Sáu (vì nó tọa lạc gần một vòng xoay giao thông); nhưng phổ biến hơn cả là tên gọi Nhà thờ Núi (vì nó được xây trên một núi nhỏ). Đây là nhà thờ chính tòa của Giáo phận Nha Trang. Nhà thờ Núi Nha Trang cách Hà Nội 1.288 km và cách Thành phố Hồ Chí Minh 438 km.
Ngày 5 tháng 7 năm 1957 Giáo phận Nha Trang chính thức được thành lập từ việc chia tách Giáo phận Qui Nhơn nhưng mới chỉ là giáo phận tông tòa. Ngày 24 tháng 11 năm 1960, Giáo phận Nha Trang mới được nâng lên hàng giáo phận chính tòa, lúc này, Nhà thờ Nha Trang được chính thức được chọn làm nhà thờ chính tòa của giáo phận, họ đạo Nha Trang trở thành giáo xứ chính tòa. Nhà thờ này được xây dựng theo phong cách kiến trúc nhà thờ phương Tây. Nhìn tổng thể, công trình có bố cục chắc khỏe với những khối lập thể nhỏ dần từ thấp vươn cao, nổi bật giữa trời xanh. Điểm cao nhất là nơi đặt thánh giá trên đỉnh tháp chuông, cao 38 mét, tính từ mặt đường.

## Lịch sử

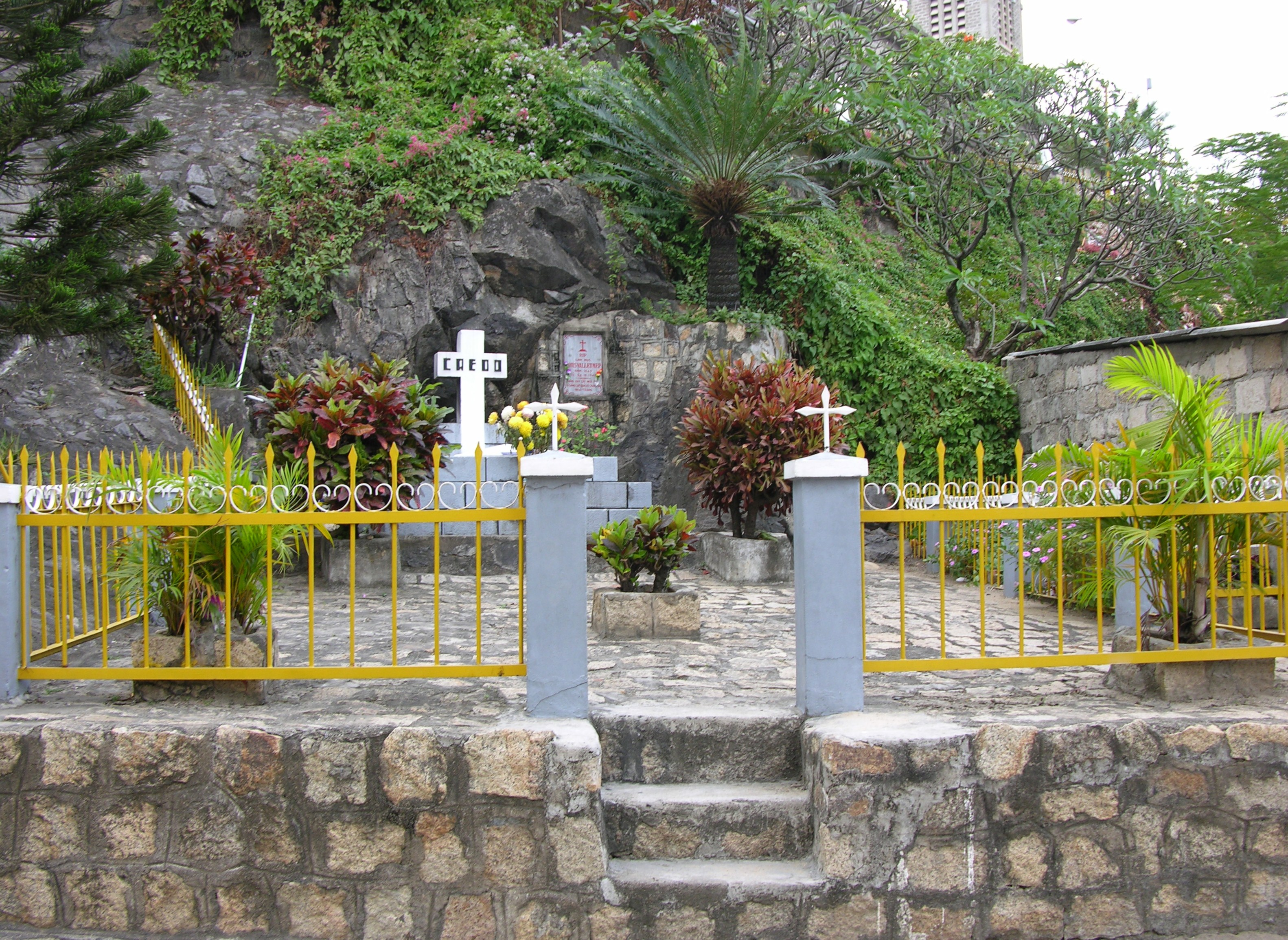
Mộ của Linh mục Louis Vallet ở chân núi

Cuối thế kỷ 19 (khoảng năm 1885), giáo dân Công giáo tại Nha Trang chỉ khoảng vài trăm người. Năm 1886, người Pháp đặt cơ quan của chính quyền đô hộ tại Nha Trang và để đáp ứng nhu cầu sinh hoạt tôn giáo cho số giáo dân này và cho cả viên chức người Pháp, họ xây tạm thời một nhà nguyện nhỏ bên bờ biển Nha Trang mà ngày nay là khu vực Tòa giám mục Nha Trang. Louis Vallet (1869-1945) - một linh mục người Pháp đang coi giáo dân vùng Nha Trang - đã có ý định thành lập một giáo xứ tại Nha Trang cùng với việc xây dựng một ngôi nhà thờ cho giáo xứ mới này. 
Ngày 3 tháng 9 năm 1928, nhà thờ được khởi công xây dựng trên một mõm núi nhỏ, có tên là núi Bông, độ cao khoảng 12 mét. Khoảng 500 trái mìn đã được sử dụng để tạo mặt bằng trên đỉnh núi. Lễ Phục Sinh năm 1929, khai trương con đường cho xe chạy lên núi. Đến tháng 6 cùng năm, lối đi lên núi dành cho người đi bộ (gồm 53 bậc cấp) nằm ở hướng Bắc được hoàn thành. Sau đó là các công trình phụ như nhà bếp, nhà ở cho người giúp việc, nhà kho, các bậc thang từ đường chính lên... lần lượt được đưa vào sử dụng. Đến tháng 3, 1930, hoàn thành xây nhà xứ (tức là nhà dành cho các sinh hoạt ngoài phụng vụ của giáo xứ). Ngày 12 tháng 2 năm 1933, Vua Bảo Đại có viếng thăm công trình này.
Ngày 14 tháng 5 năm 1933, trong lễ thánh Jeanne d'Arc, nhà thờ được cung hiến và khánh thành. Cha Louis Vallet chọn Chúa Kitô Vua làm tước hiệu quan thầy nhà thờ. Ngày 29 tháng 7 năm 1934, Khâm sứ Tòa Thánh Dreyer làm phép quả chuông đặt tên hiệu là Têrêxa Hài Đồng Giêsu, do một nữ tín hữu ở Sài Gòn dâng tặng. Tháp chuông được khánh thành vào ngày 3 tháng 12 năm 1935.
Ngày 24 tháng 10 năm 1945, linh Mục Louis Vallet qua đời. Thi hài ông được an táng dưới chân núi, bên phải con đường lên nhà thờ. Khoảng năm 1969, đồng hồ trên tháp bị hư và đã không được sửa cho tới tận năm 1978 và tiếp tục hoạt động từ đó đến nay. Ngày 10 tháng 6 năm 1987, vách đá dọc theo con đường chính lên nhà thờ được làm thành nơi đặt tro cốt những người chết được bốc dỡ từ nghĩa trang của giáo xứ theo quyết định của Nhà nước.
Ngoài ra, Nhà thờ cũng thực hiện một số chỉnh trang nhỏ như:
- 17 tháng 2, 1990, gia cố chân núi dưới hang đá Đức Mẹ.
- 14 tháng 3 năm 1991, sửa và mở rộng đường chính thêm 1,5 mét.
- 28 tháng 10, 1991, đặt tượng Mười hai thánh tông đồ, mỗi tượng cao 1 mét và tượng Chúa Kitô Vua cao 1,2 mét dọc theo đường lên nhà thờ.
- 19 tháng 12 năm 1992, đặt 12 tượng các thánh bao quanh sân nhà thờ: Gioan Tẩy giả, Phaolô, Gioakim, Anna, Máccô, Luca, Banaba, Tổng lãnh thiên thần Micae - Raphaen - Gabrien, Mátta, Maria Mađalêna và tượng Đức Mẹ cứu vớt các linh hồn.
- 19 tháng 1 năm 1993, đặt 8 tượng thánh: Stêphanô, Gioan Maria, Vianê, Monica, Cecilia, Anê, Phanxicô Assisi, Anphongsô, Gioan Lasan.
- 9 tháng 9, 1993, đặt 4 tượng: Chúa Kitô Phục Sinh, thiên thần hộ thủ, thánh Máctin Porét và thánh Đaminh.
- 17 tháng 3 năm 1994, sửa nền hang đá Đức Mẹ, đặt lại tượng thánh Bécnađét.

Nhiều ý kiến cho rằng, tuyến đường sắt chạy sát cạnh nhà thờ đã gây chấn động, làm ảnh hưởng rất lớn đến sự vững chắc của nhà thờ.

## Hình ảnh

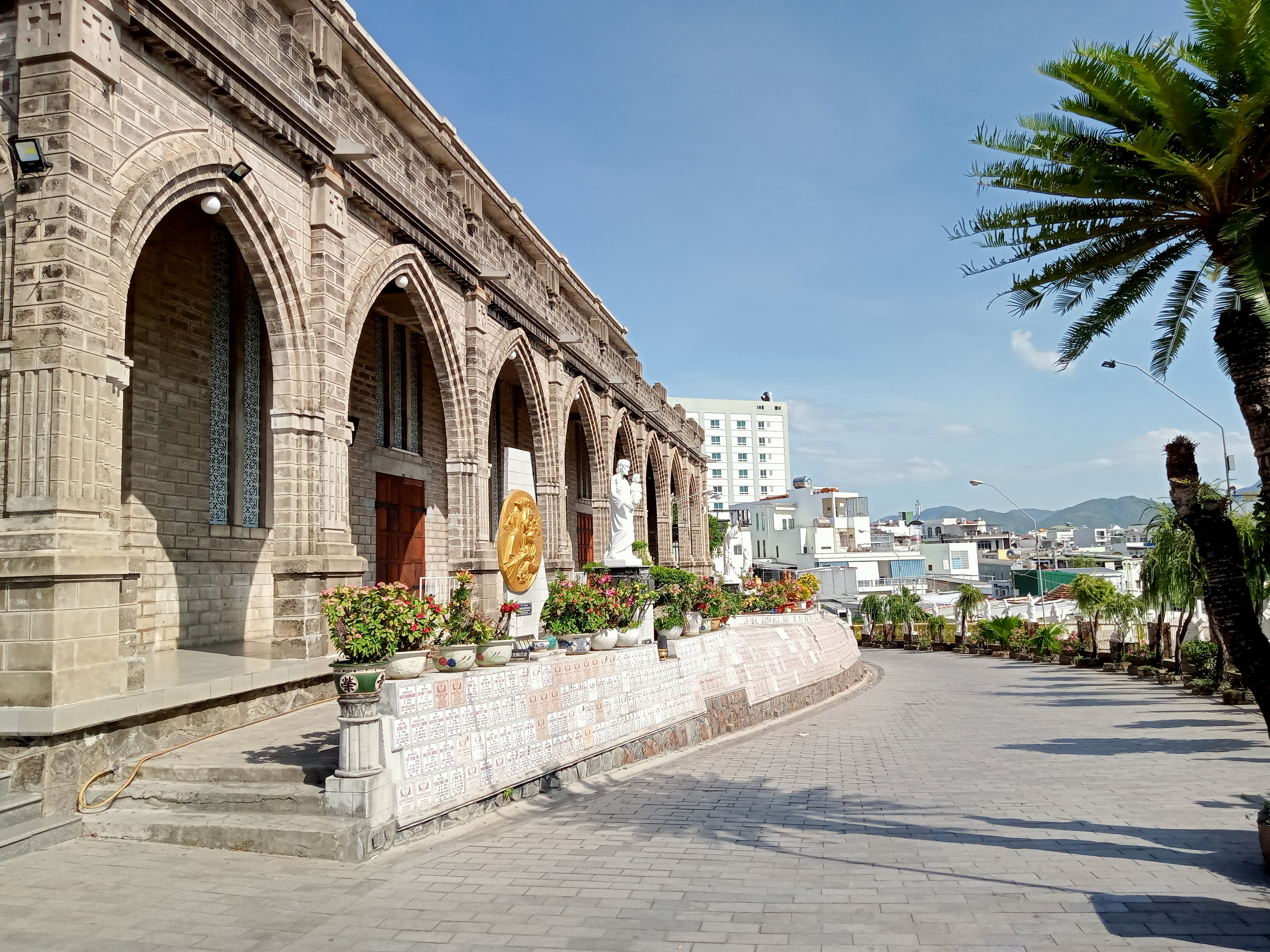
Lối vào chính
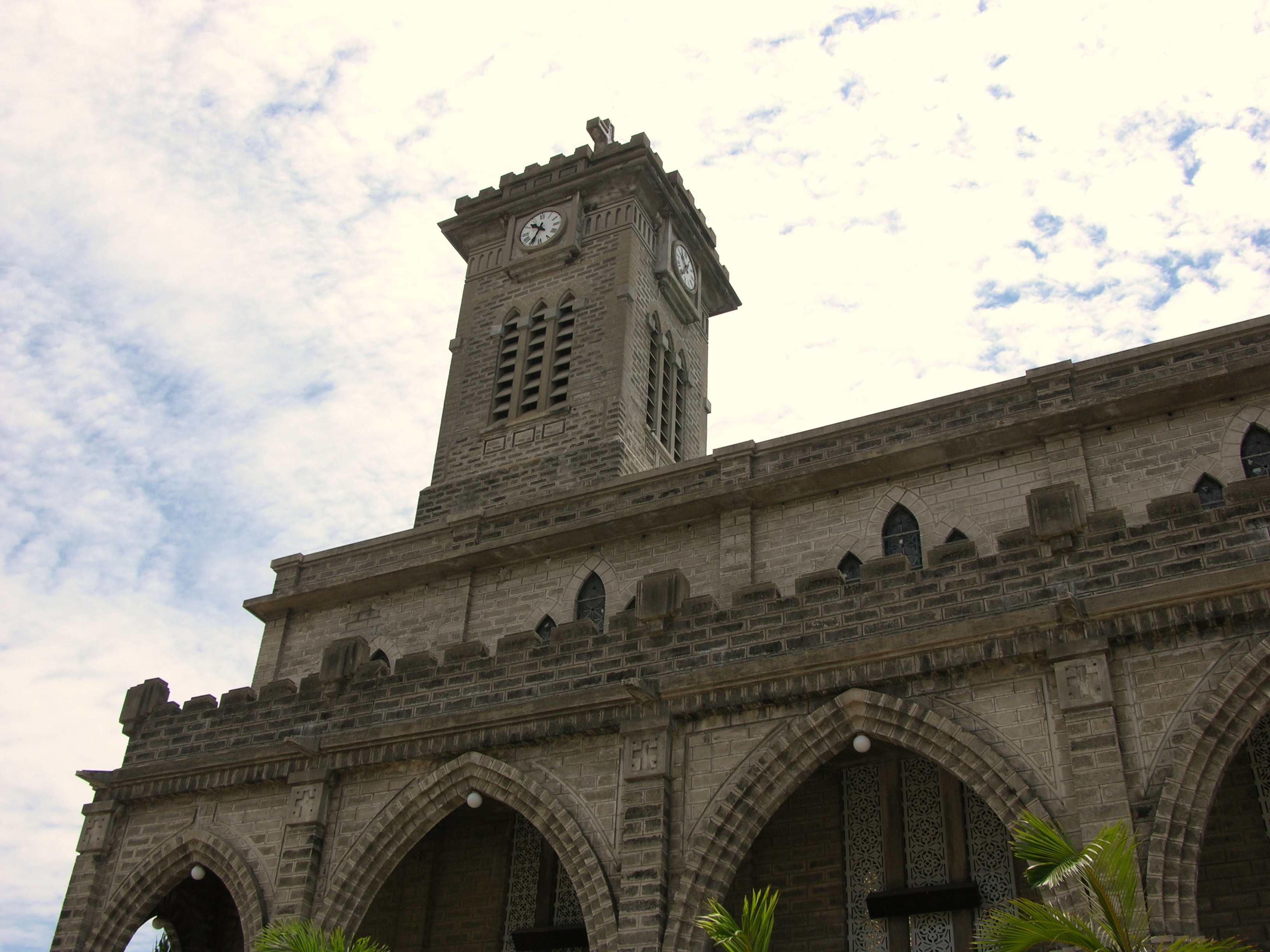
Mặt bên.
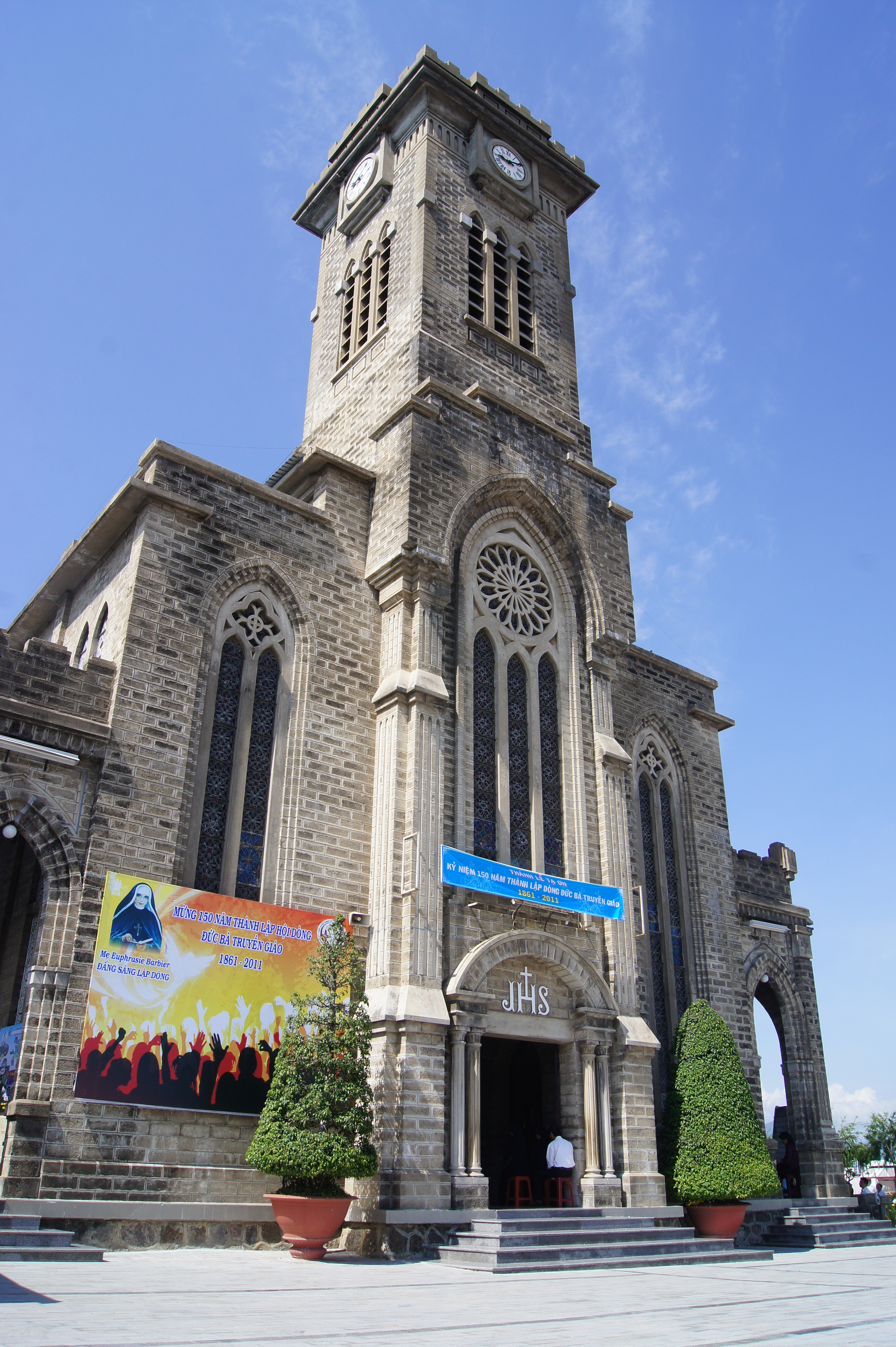
Mặt tiền.
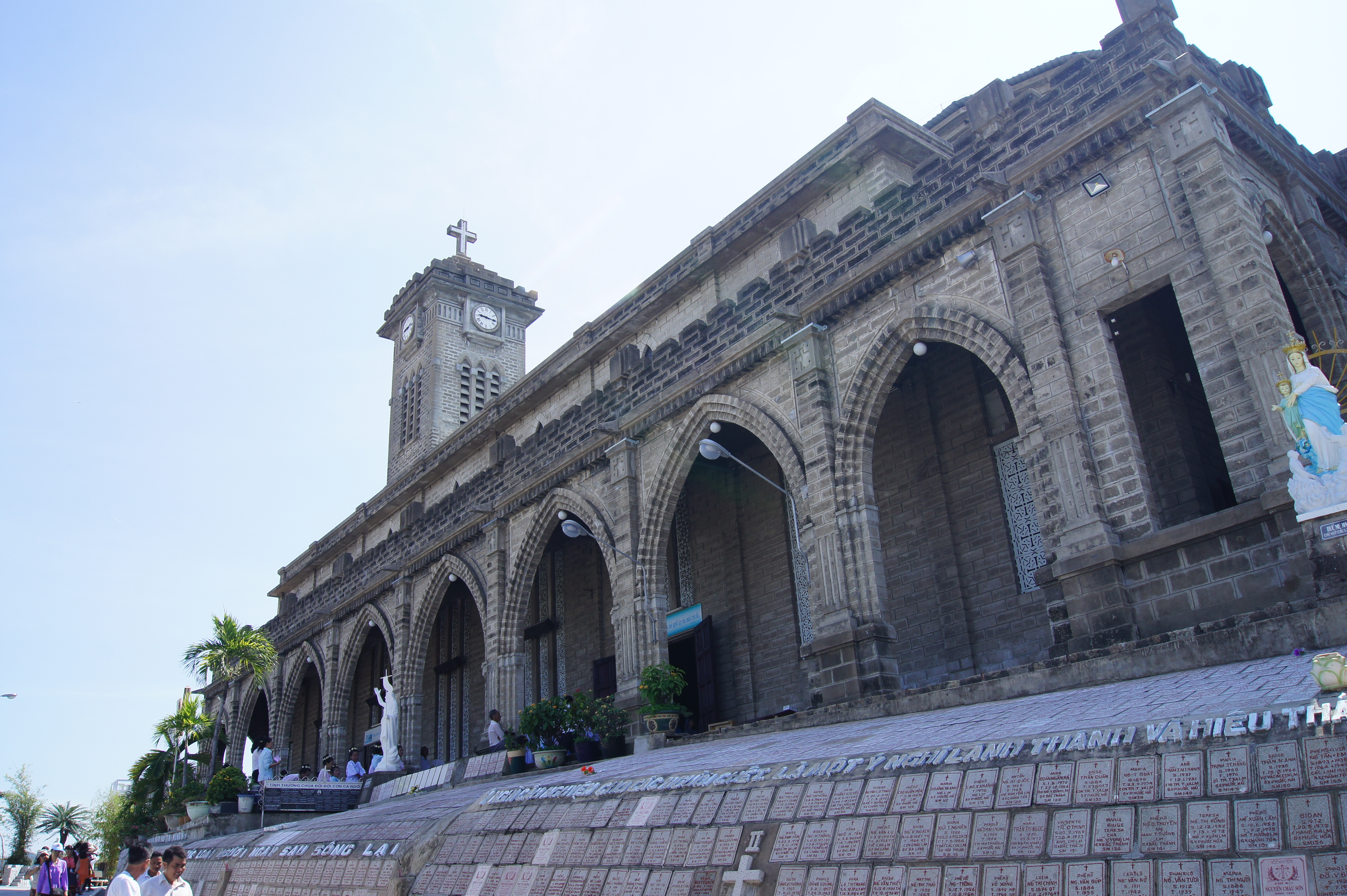
Mặt bên.
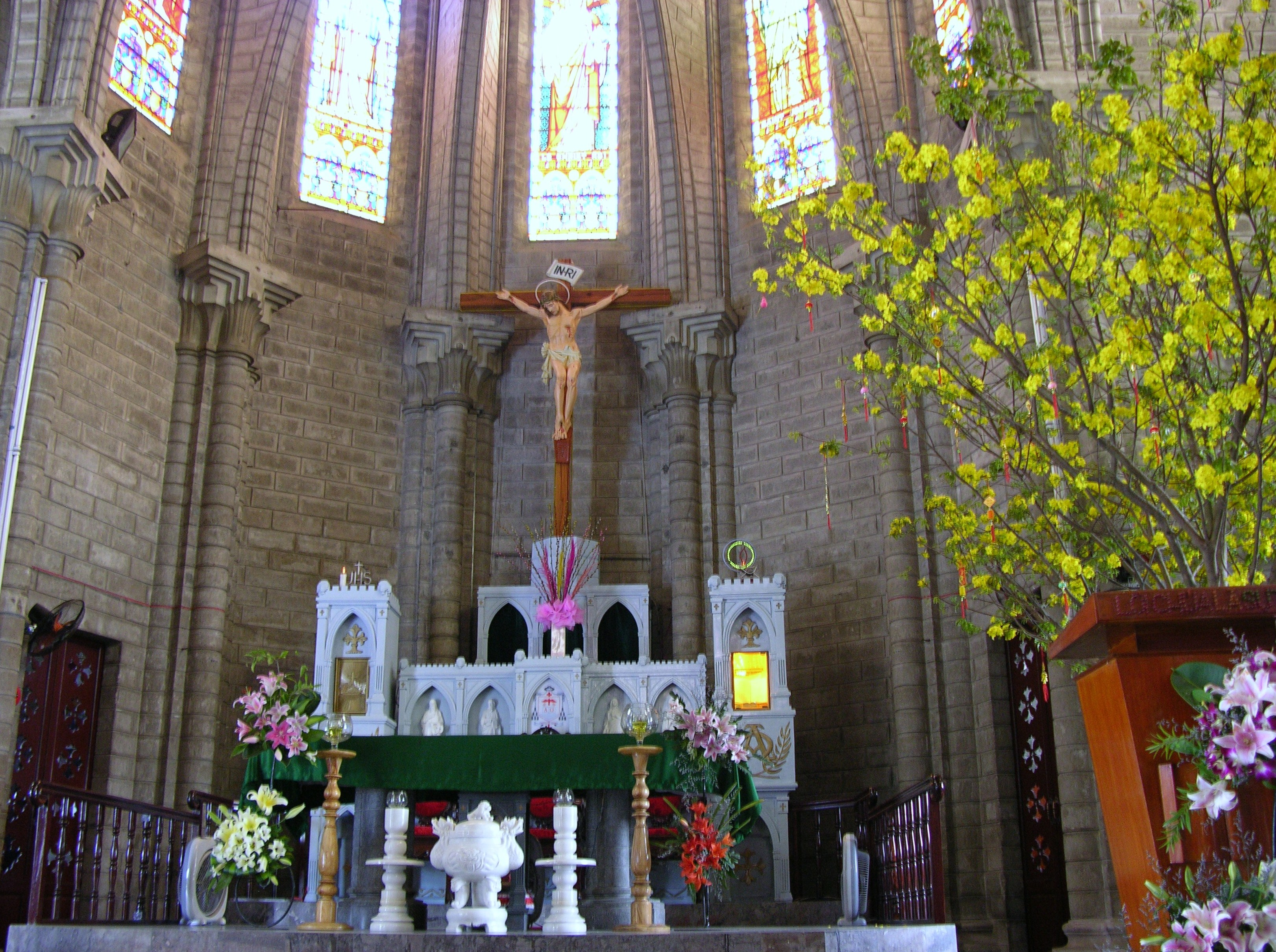
Cung Thánh.
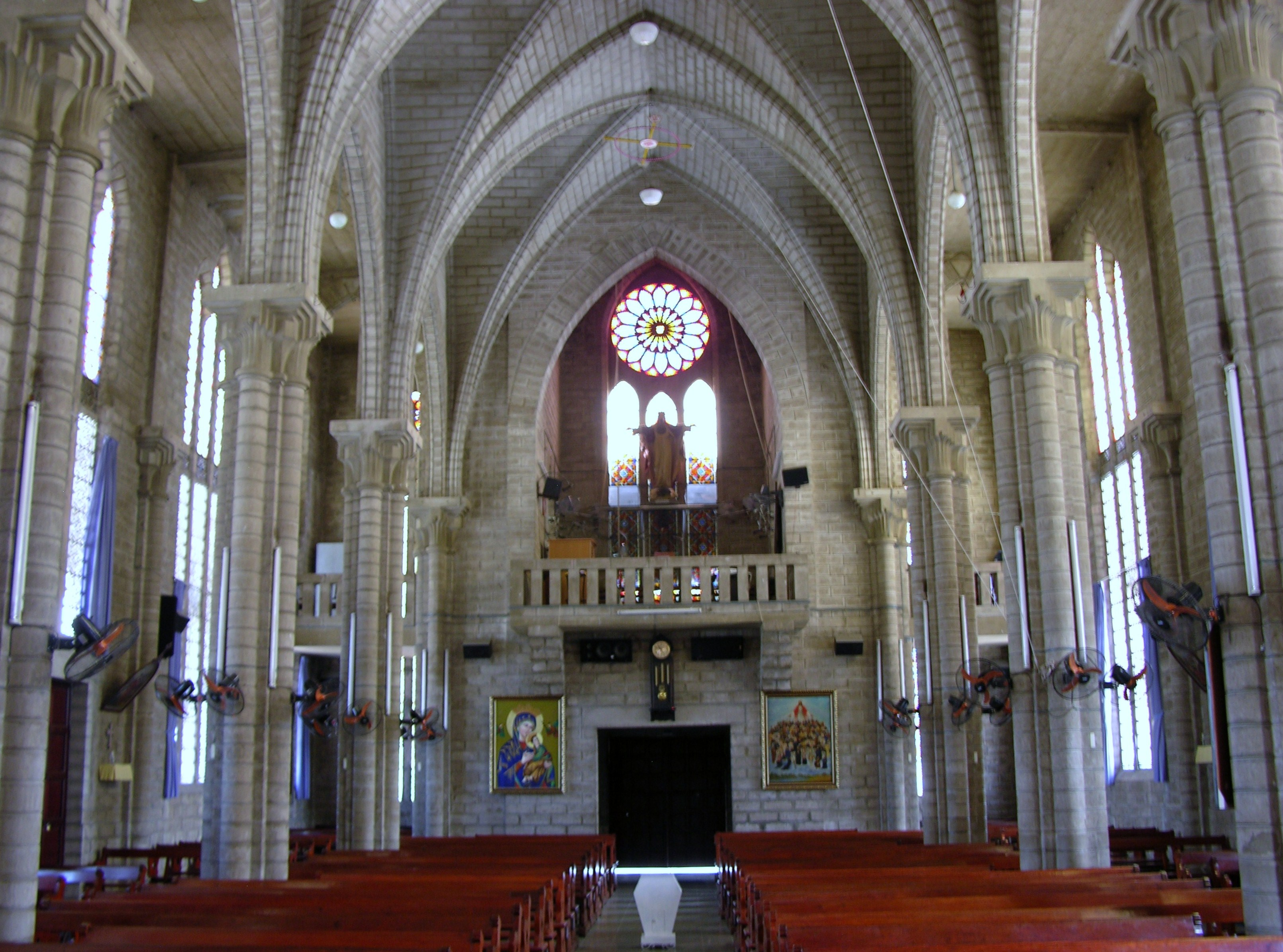
Gác đàn phía cuối.
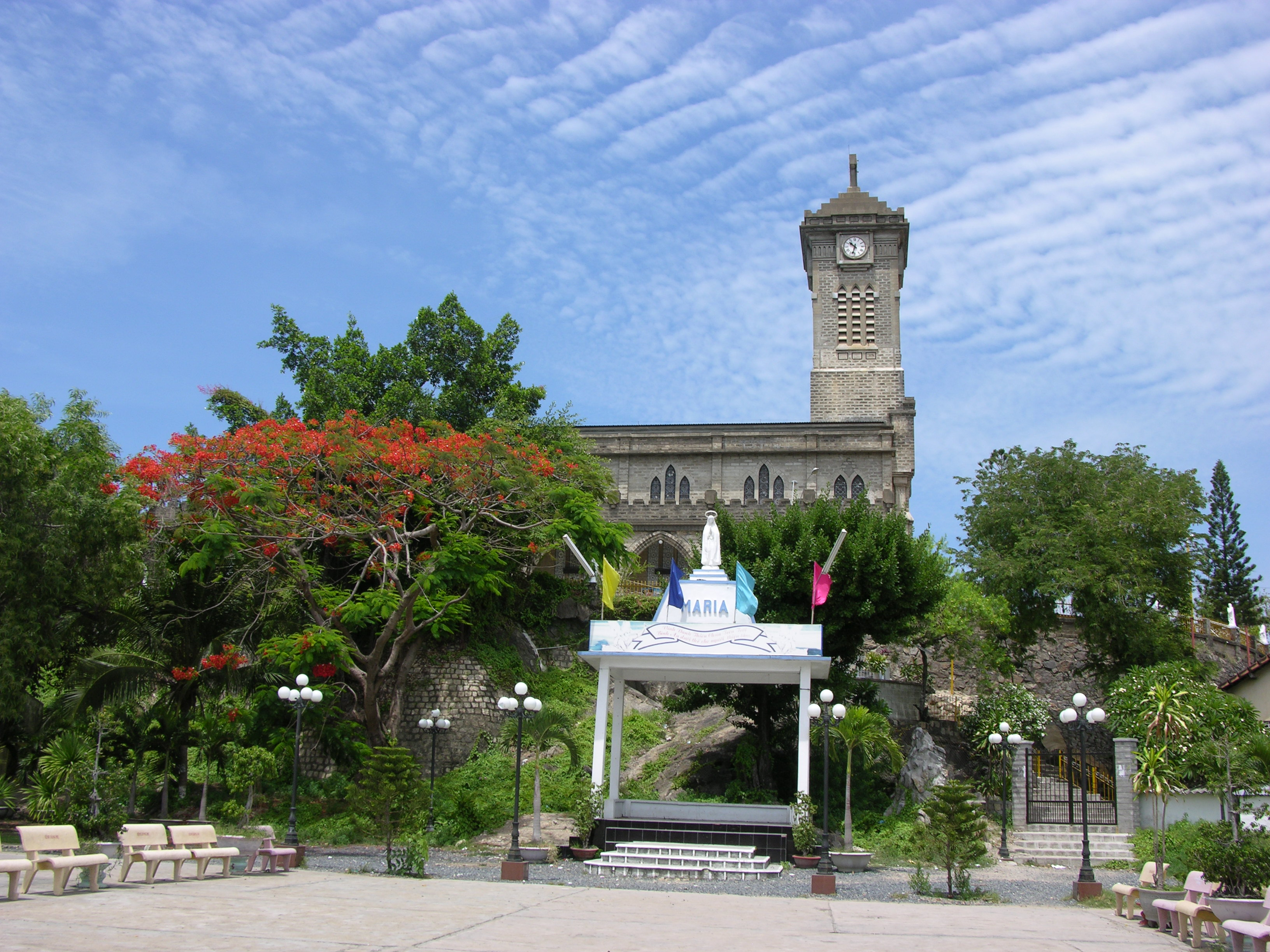
Mặt bên nhà thờ nhìn từ quảng trường Đức Mẹ.
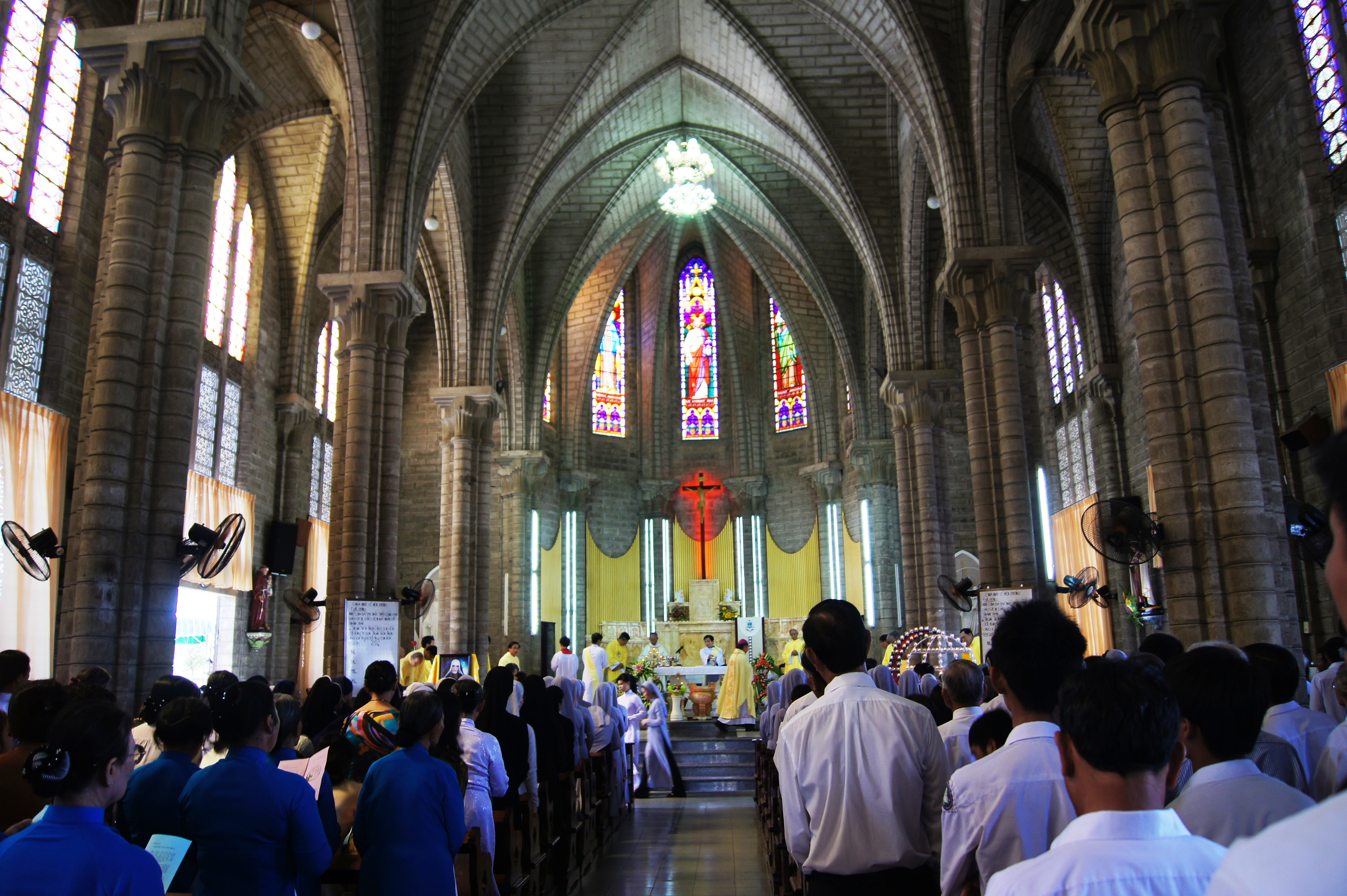
Một buổi lễ bên trong nhà thờ.
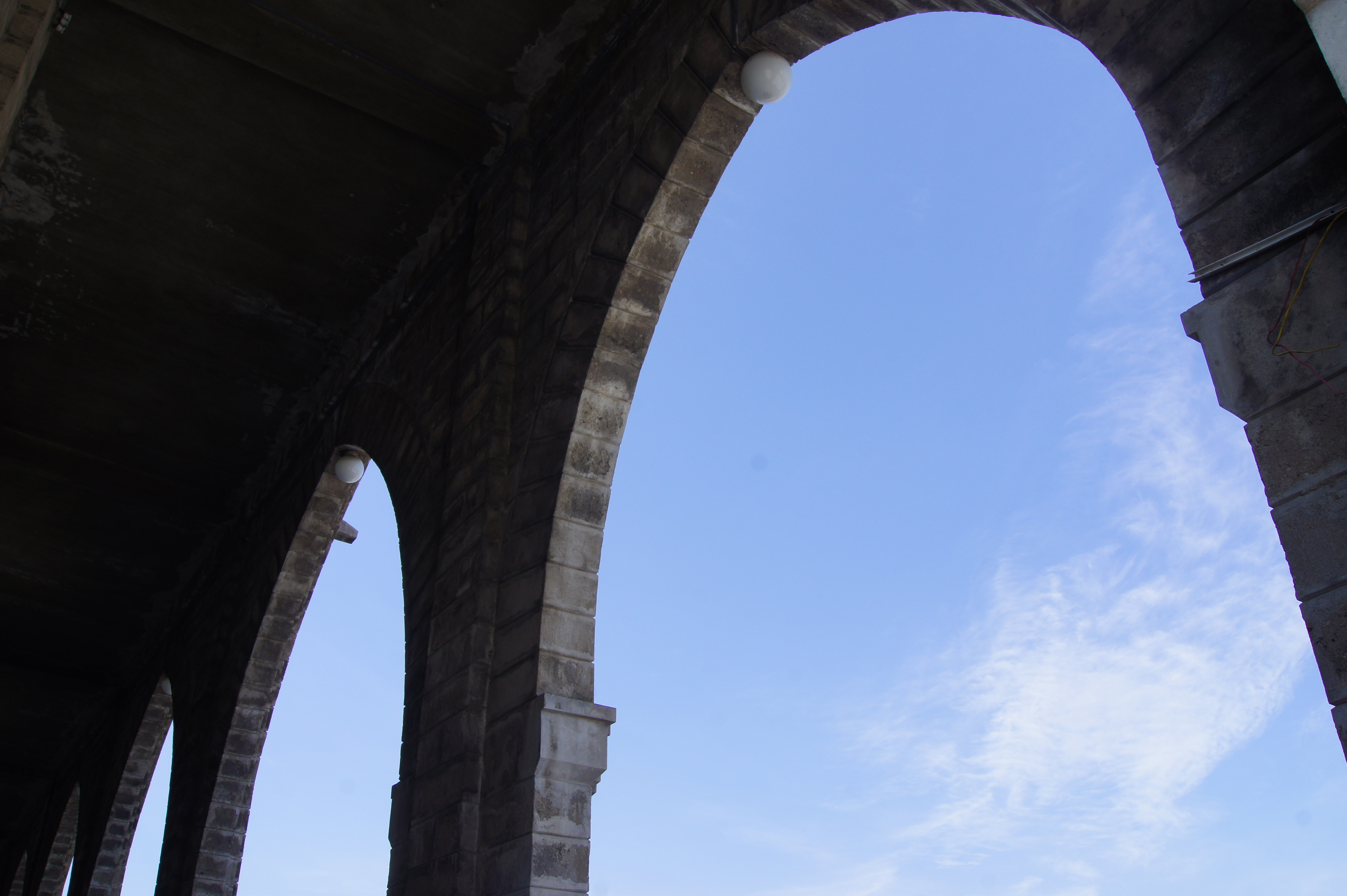
Kiến trúc cửa vòm ở hành lang.